# Gammaropsis pseudodenticulata
Gammaropsis pseudodenticulata is een vlokreeftensoort uit de familie van de Photidae. De wetenschappelijke naam van de soort is voor het eerst geldig gepubliceerd in 1979 door Ledoyer.